# Sniper Elite III
 (avril 2015).
Si vous disposez d'ouvrages ou d'articles de référence ou si vous connaissez des sites web de qualité traitant du thème abordé ici, merci de compléter l'article en donnant les références utiles à sa vérifiabilité et en les liant à la section « Notes et références ».
Sniper Elite III est un jeu de tir tactique développé par Rebellion Developments et édité par 505 Games, sorti en 2014 sur Windows, PlayStation 3, PlayStation 4, Xbox 360 et Xbox One. Il s'agit avec Sniper Elite 4 d'une préquelle de Sniper Elite V2.
Le scénario de Sniper Elite III se déroule trois ans avant les événements de Sniper Elite V2, retraçant les exploits de l'officier de l'Office of Strategic Services Karl Fairburne, qui participe au conflit Nord-Africain, durant la Seconde Guerre mondiale, où il apprend le secret du développement d'une « super-arme » par le Troisième Reich le projet du Landkreuzer P. 1000 Ratte.

## Scénario
Le scénario de Sniper Elite III se déroule entièrement pendant la campagne Nord-Africaine de la Seconde Guerre mondiale.
En juin 1942, durant la bataille de Gazala, le tireur d'élite de l'Office of Strategic Services (ou OSS) Karl Fairburne est envoyé pour assassiner le Général allemand Franz Vahlen et découvrir son projet secret. Il prête alors main-forte aux soldats britanniques afin de repousser les forces du Général Erwin Rommel. Cependant, le port de Tobrouk est malgré tout perdu et tombe aux mains des troupes du Reich le 21 juin 1942 et Rommel est nommé maréchal . Fairburne se rend à l'oasis du Lac Gaberoun , en Libye occupée, afin de subtiliser à plusieurs officiers des renseignements sur Vahlen. Il découvre un document révélant le nom du projet de Vahlen, le « projet Seuche » (Litt. « Projet Peste » en Allemand). Peu après, le Long Range Desert Group sollicite l'aide de Fairburne afin de détruire plusieurs 88 mm FlaK dans la passe d'Halfaya. 
Le seul espoir de localiser Vahlen semble résider dans le sauvetage d'un informateur britannique détenu au Fort Rifugio par les Allemands. L'homme, nommé Brauer, indique à Fairburne que plusieurs officiers susceptibles de détenir la localisation de Vahlen sont réunis à l'oasis de Siwa, en Égypte occidentale. Fairburne, dont le talent au tir de sniper lui a valu le surnom de « Wüstengeist » (« L'esprit du désert » en allemand) par les Allemands, se faufile dans la ville et découvre que les officiers envisageaient de trahir Vahlen en donnant son journal intime à Hitler. En effet, Vahlen semble prévoir de supplanter le Führer à l'aide d'une super-arme. Fairburne assassine l'officier chargé de porter le journal à Berlin et subtilise la preuve, qui détaille les plans de Vahlen, consistant à conquérir l'Europe après la prochaine victoire de l'Afrika Korps en Afrique du Nord, depuis une base d'opération située quelque part dans le col de Kasserine. 
Fairburne et Brauer, qui se sont liés d'amitié, infiltrent la base et découvrent la bobine d'un film secret indiquant que le « projet Seuche » est en fait le nom de code d'un nouvel engin de guerre en production, la forteresse mobile « Ratte » (Semblable au Landkreuzer P. 1000 Ratte, dont les Allemands ont véritablement créé des plans avant d'en abandonner le développement). Malheureusement, Brauer est abattu par un obus de char Tigre, que Fairburne finit par détruire. Ce dernier enterre le corps de Brauer et fuit la base. Il rejoint alors le Long Range Desert Group, et met en place un plan consistant à prendre d'assaut l'aérodrome du Pont du Fahs, aux côtés des britanniques, où il trouve une carte menant à l'emplacement de production des Rattes, qui est niché dans le canyon de Midès. Il pénètre seul à l'intérieur du complexe, et prépare des charges de démolition destinées à faire s'effondrer la base lorsqu'il prendra fuite. Fairburne place un explosif sur la tourelle du Ratte en production et fait tomber plusieurs obus dessus afin d'amplifier l'explosion. Vahlen est mortellement blessé tandis qu'il tente de s'enfuir du complexe, et Fairburne l'achève avant de s'enfuir. 
Fairburne, en voix-off, déclare à la fin du jeu que les renseignements qu'il a acquis sur le Ratte ont permis à l'USAAF et à la RAF de lancer la Bataille de la Ruhr dès mars 1945, et que les effets de l'Opération Chastise sur les ressources en acier des Allemands ont forcé l'abandon des travaux sur le Ratte.

## Système de jeu
Sniper Elite III a été créé grâce au même moteur que l'opus précédent. Il en reprend ainsi un grand nombre de caractéristiques, bien que celles-ci aient été quelque peu améliorées. On constate ainsi l'ajout d'une mini-map, qui facilite le repérage spatial des ennemis. Toutefois, au contraire des deux premiers épisodes, Sniper Elite III se déroule en Afrique du Nord, et non plus en Allemagne. 
Le fusil de sniper est l'arme principale du joueur. Ce dernier se voit proposer une palette d'armes et d'accessoires différents, aux qualités et aux défauts distincts, au début de chaque mission. Ainsi, le joueur peut faire son choix en fonction de ses préférences de jeu, s'il préfère la discrétion ou l'offensive directe. En plus du fusil de sniper s'ajoutent une arme secondaire (fusil mitrailleur, panzerschreck ou lance roquette), un pistolet silencieux ou un colt ainsi que plusieurs accessoires tels que des trousses de soin, des grenades à main, des mines antipersonnel ou antichar, du TNT.
Les fusils de snipers peuvent eux-mêmes être modifiés. Au fil de la progression du joueur, qui gagne de l'expérience (Exp) selon des facteurs d'élimination divers tels que la précision, ce dernier se voit débloquer plusieurs améliorations, modifiant les caractéristiques du fusil (Visée, recul, dégâts...). Une dizaine de réticules de viseur différentes sont également débloquées, permettant une personnalisation poussée de l'équipement choisi.
Sniper Elite III propose quatre modes de jeu : Campagne, Multijoueur, Défis ou Stand de tir.

## Accueil
- Canard PC : 5/10[1]